# Cycle de l'eau
Ne doit pas être confondu avec Petit cycle de l'eau.
Le cycle de l'eau, ou cycle hydrologique, correspond à l'ensemble des transferts d'eau — liquide (eau du robinet), solide (grêle) ou gazeuse (vapeur d'eau) — entre les réservoirs d'eau sur Terre (les océans, l'atmosphère, les lacs, les cours d'eau, les nappes d'eau souterraine et les glaciers). Le « moteur » de ce cycle est l'énergie solaire qui, en favorisant l'évaporation de l'eau, entraîne tous les autres échanges.
La science qui étudie le cycle de l’eau est l’hydrologie. Elle peut se décomposer en hydrogéologie, hydrologie de surface, hydraulique urbaine, etc.

## Historique
Les connaissances dans ce domaine en Europe commencent vers 1400 et le cycle est totalement décrit vers 1800. Toutefois, Xénophane de Colophon (-580/-475), un des tout premiers philosophes de l'Antiquité, a, selon le témoignage d'Aétius, décrit assez correctement une partie de ce cycle : « C'est de la chaleur du soleil, comme cause principale, que proviennent tous les météores. Celui-ci pompe l'humidité de la mer ; l'eau douce, en raison de sa légèreté, se sépare, puis se résolvant en brouillard, forme les nuages ; par suite de l'épaississement la pluie tombe, à moins qu'elle ne se dissipe en vents. »[citation nécessaire]

## Différents réservoirs
| Réservoirs                      | Réservoirs                      | Volume (106 km3) | Pourcentage volume du total | Temps de résidence |
| ------------------------------- | ------------------------------- | ---------------- | --------------------------- | ------------------ |
| Océans                          | Océans                          | 1 370            | 97,25                       | 3200 ans           |
| Calottes glaciaires et glaciers | Antarctique                     | 29               | 2,05                        | 20000 ans          |
| Calottes glaciaires et glaciers | Glaciers                        | 29               | 2,05                        | 20 à 100 ans       |
| Eau souterraine                 | peu profondes                   | 9,5              | 0,68                        | 100 à 200 ans      |
| Eau souterraine                 | profondes                       | 9,5              | 0,68                        | 10000 ans          |
| Lacs                            | Lacs                            | 0,125            | 0,01                        | 50 à 100 ans       |
| Humidité des sols               | Humidité des sols               | 0,065            | 0,005                       | 1 à 2 mois         |
| Atmosphère                      | Atmosphère                      | 0,013            | 0,001                       | 9 jours            |
| Fleuves et rivières             | Fleuves et rivières             | 0,0017           | 0,0001                      | 2 à 6 mois         |
| Biosphère                       | Biosphère                       | 0,0006           | 0,00004                     | -                  |
| Couverture de neige saisonnière | Couverture de neige saisonnière | -                | -                           | 2 à 6 mois         |

La quantité d'eau sur la planète Terre est constante. Les grands réservoirs d'eau sur Terre sont, par ordre décroissant de volume :
- l'eau salée liquide des océans, de loin le réservoir le plus important[a] ;
- les glaciers et calottes glaciaires dont l'eau est stockée pour un temps sous forme de neige ou de glace. Leur fonte est plus ou moins importante suivant les variations du climat ;
- l'eau souterraine contenue dans les aquifères ;
- l'eau douce liquide de surface : cours d'eau, lacs, étangs d'eau douce, marais ;
- l'eau contenue dans les sols ;
- l'eau atmosphérique (vapeur d'eau et nuages) ;
- l'eau contenue dans les êtres vivants (biosphère).

### Temps de résidence
Le temps de résidence de l'eau dans un réservoir correspond à la durée moyenne pendant laquelle une molécule d'eau y reste avant de passer vers un autre réservoir. Le temps de résidence de l'eau est de 9 jours dans l'atmosphère, de quelques mois dans les sols et dans le réseau hydrographique, de quelques dizaines d'années dans les lacs et les glaciers de montagne, de 3 200 ans dans les océans, de 10 000 ans dans les nappes d'eaux souterraines profondes et de 20 000 ans dans la calotte glaciaire antarctique.

## Flux entre réservoirs

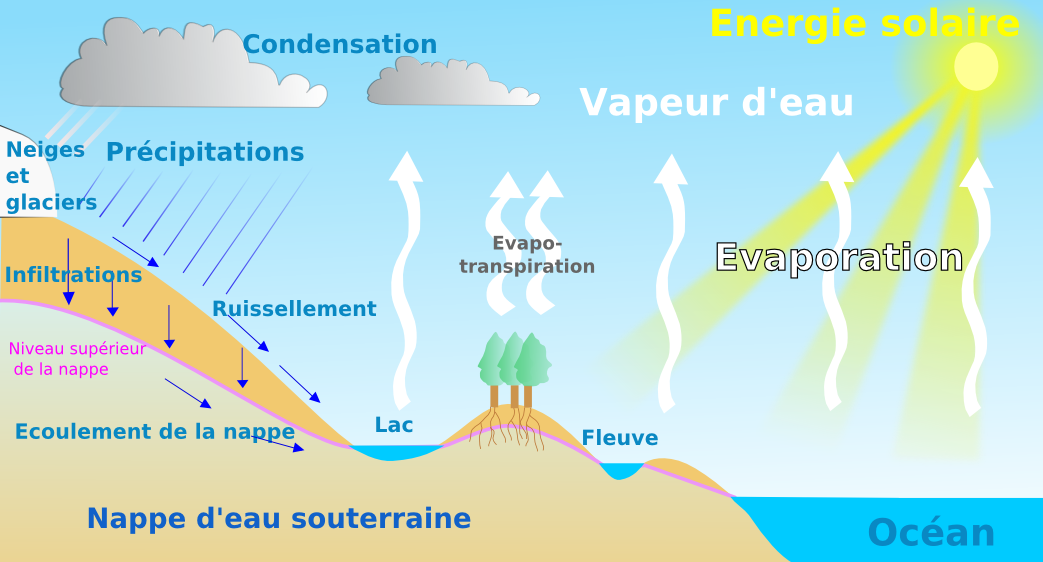
Le cycle naturel de l’eau.

### Évapotranspiration

#### Évaporation
Les enveloppes terrestres contiennent de l’eau en quantités variables : surtout dans les eaux de surface, moins dans la lithosphère et en faible quantité dans l’atmosphère et la biosphère.
Chauffées par le rayonnement solaire, les eaux de surface, s'évaporent. L'eau rejoint alors l’atmosphère sous forme de vapeur d’eau. L'évaporation dépend de la quantité d'eau disponible, du degré de saturation en vapeur de l'air, du vent, de l'ensoleillement, de la température, etc. L'évapotranspiration potentielle définit le flux d'eau qui peut être évaporé.
Lorsque l'atmosphère n'est pas saturée en eau, une partie des précipitations est immédiatement évaporée (Interception des précipitations). Cette évaporation peut également continuer après l'épisode pluvieux si l'atmosphère n'est toujours pas saturée. Cette évaporation est d'autant plus efficace qu'on est proche de la surface du sol. La reprise évaporatoire apparaît ensuite s'il subsiste dans l'atmosphère une zone non saturée. Elle est favorisée par la remontée capillaire.

#### Transpiration
Ensuite, la transpiration des végétaux intervient, on parle d'évapotranspiration. Le cycle décrit ci-dessus est essentiellement géochimique. En réalité, les êtres vivants, et plus particulièrement les végétaux, ont une influence sur le cycle. Les racines des végétaux pompent l’eau du sol et en relâchent une partie dans l’atmosphère. De même, une partie de l’eau est retenue dans les plantes.

### Précipitations
Des nuages peuvent se former lorsque l'atmosphère est saturée en vapeur d'eau (qu'elle atteint le point de rosée). Ils sont constitués de minuscules gouttes d’eau ou de particules de glace en suspension. Lorsque les gouttes atteignent une taille importante, elles tombent sous forme de précipitations : pluie, neige, grêle ou rosée.
La totalité de la lame d'eau évaporée à l'échelle mondiale retombe sous forme de précipitations, principalement sur les océans (pour 7/9) et en partie sur les continents (pour 2/9).

### Ruissellement
L'eau précipitée sur les continents est en partie évaporée localement (recyclage des précipitations), en partie drainée vers les océans par le ruissellement de surface et les nappes d'eau souterraines.
Le ruissellement désigne en hydrologie le phénomène d'écoulement des eaux à la surface des sols.

### Recharge des nappes souterraines
- L’infiltration, à travers les fissures naturelles des sols et des roches
- La percolation, en migrant lentement à travers les sols

Plus le processus est lent, plus les eaux ont le temps d’interagir chimiquement avec le milieu qu'elles traversent. Au contraire, plus le processus est rapide, plus les phénomènes d’érosion seront marqués. Cela dépend aussi de la qualité du support rocheux et des interactions souterraines (hydrogéologie).
Par l’infiltration et la percolation dans le sol, l’eau alimente les nappes phréatiques (souterraines). Elle traverse alors la zone vadose, partie du sous-sol non saturée, entre la surface et les nappes phréatiques.

### Écoulement des nappes souterraines
L'écoulement de l'eau dans les aquifères est relativement lent, souvent de l'ordre du centimètre par an.
L'eau des aquifères rejoint les cours d'eau par des sources, l'océan par des sources sous marines, ou l'atmosphère par l'évapotranspiration.

## Perturbations du cycle de l'eau
Selon le sixième rapport d'évaluation du GIEC, le réchauffement de l'atmosphère lié au changement climatique provoque une intensification du cycle de l'eau, notamment car l'atmosphère peut contenir plus d'humidité à mesure que sa température s'accroît (formule de Clausius-Clapeyron). Il en découle des précipitations et une évaporation accrues. En particulier, les précipitations extrêmes ont vu leur fréquence et leur intensité croître au-dessus des terres émergées depuis 1950 (confiance élevée), probablement en conséquence du réchauffement d'origine anthropique, qui est aussi à l'origine d'une hausse des sécheresses (confiance moyenne).

### Augmentation du ruissellement
La déforestation, les pratiques agricoles dominantes et l'urbanisation ont pour effet d'augmenter le ruissellement, car non seulement les racines ne retiennent plus les sols qui n'absorbent donc pas les précipitations, mais les sols eux-mêmes qui absorbent aussi les eaux de pluie sont déstructurés (humus), .
Cela peut avoir pour conséquence de rendre les inondations plus fréquentes.

### Diminution de l'évapotranspiration
La déforestation a pour effet de diminuer l'évapotranspiration, comme l'urbanisation et toutes formes d'imperméabilisation des sols.

### Épuisement des nappes

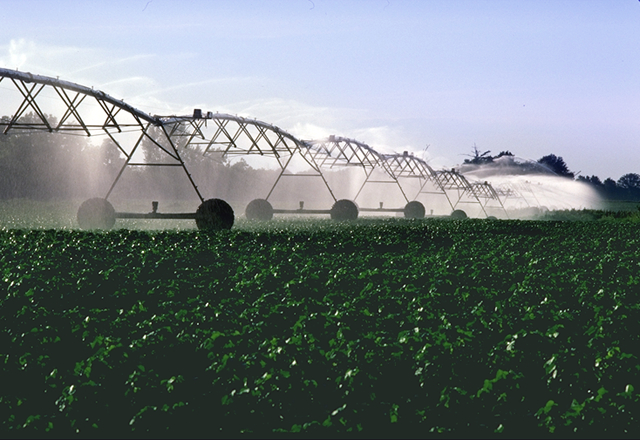
Irrigation d'un champ de coton.

Le prélèvement de l'eau dans les nappes peut ne pas avoir de conséquence s'il respecte le quota d'eau apportée par les pluies qui atteindra la nappe. Il est à noter que les nappes profondes sont rechargées par la météo de plusieurs décennies voire de plusieurs siècles et que les nappes superficielles se rechargent en général très rapidement (quelques jours, quelques mois ou quelques années).

### Détournement de l'eau des cours d'eau
L'irrigation par des canaux ou par recouvrement est une méthode qui utilise le détournement de l'eau et l'apport d'eau en grande quantité sur une durée très courte. Cette méthode consomme beaucoup d'eau, contrairement à des systèmes d'aspersion (pivots, enrouleurs, quadrillage, etc.) ou de goutte à goutte qui apportent l'eau en plus faible quantité. Un exemple fort d'irrigation par canaux est celui qui a entraîné la baisse du débit des fleuves et l'assèchement de la mer d'Aral. Toutefois cette méthode d'irrigation a prouvé qu'elle peut apporter de l'eau dans des milieux en déficit naturel, voire de réalimenter fortement des nappes phréatiques comme en Provence ou ce système ancestral réalimente en permanence les masses d'eau souterraines.
Lorsqu'on détourne l'eau d'une mer intérieure par des canaux qui utilisent davantage d'eau que celle de la croissance végétale, on fait évidemment baisser le niveau de la mer intérieure. Cet exemple ne doit pas servir d'argument pour pomper les nappes phréatiques en se justifiant par la réduction du gaspillage grâce à la technique du goutte à goutte. L'eau des cours d'eau est le surplus, non absorbé par le sol et la végétation, des eaux d'un bassin versant dont le débit varie tout au long de l'année. Détourner l'eau des cours d'eau qui se jettent dans les grands océans est différent et n'est pas aussi grave que la même action sur ceux qui se jettent dans une mer intérieure.

## Contaminants du cycle de l'eau
En août 2022, une équipe de scientifiques de l'université de Stockholm conduite par le professeur Ian Cousins a conclu que l'eau de pluie est partout impropre à la consommation en raison de la présence de produits chimiques toxiques dépassant les seuils recommandés par l'’Agence de protection de l’environnement des États-Unis (EPA). Cette équipe a étudié des données compilées depuis 2010 et montré que « même en Antarctique ou sur le plateau tibétain, les niveaux présents dans l’eau de pluie sont au-dessus des recommandations proposées ». La contamination, parfois 14 fois au-dessus des limites recommandées provient notamment des PFAS (substances per- et polyfluoroalkylées), communément appelés « produits chimiques éternels » parce qu'ils se désintègrent extrêmement lentement. Ces produits sont initialement présents dans les emballages, les shampooings ou le maquillage. Les PFAS ont été associés à un large éventail de dommages graves pour la santé.

## Cycle atmosphérique et cycle profond
Le cycle de l'eau n'est pas seulement dû au soleil comme le décrit cette page, mais l'eau qui s'infiltre dans l'écorce terrestre ne peut pas descendre plus bas que le magma le permet. Autrement dit, l'eau souterraine n'est pas seulement arrêtée par une surface imperméable mais aussi par des contre-pressions d'une activité d'un cycle de l'eau « magmatique ». Ce cycle de l'eau magmatique fait tourner l'eau dans l'écorce terrestre par des fentes et espaces souterrains en transportant chaleur et matière dissoute. En fait, on peut dire que le cycle de l'eau comprend deux cycles de l'eau superposés qui ont une frontière (débit échangé : zéro). Ces deux cycles de l'eau solaire et magmatique, ou atmosphérique et souterrain profond, échangent des volumes d'eau par les geysers, les sources d'eau chaude et minérales qui sont des remontées « directes » du cycle profond dans le cycle atmosphérique. Réciproquement, le cycle de l'eau atmosphérique redonne ces volumes par infiltration de l'eau le long des cours d'eau. L'eau des précipitations n'est pas répartie uniformément dans le temps et dans l'espace. De plus, la nature des sols ne permet pas de recharger les nappes sur toute la surface du territoire. Une grande partie du territoire garde les pluies en surface pour être repris par la croissance végétale ou ruisseler directement vers les cours d'eau. Le rechargement des nappes se fait donc rarement lors de pluies significatives et sur les zones inondables et donc temporaires et partielles. Par contre, les rivières ont un rôle de rechargement permanent de l'eau souterraine sur la surface de leurs lits mineurs.
L'eau restée stockée dans des réservoirs naturels est caractérisée par un temps moyen de résidence, de durée variable : il est estimé en moyenne à « 9,5 jours dans l'atmosphère, 17 jours dans les rivières et 1,8 an dans les sols, 30 ans dans les lacs d'eau douce, 3000 ans dans l'océan, et de près de 10 000 ans dans certains glaciers ».

### Limites du modèle
Le cycle de l'eau aux échelles géologiques est plus complexe que le modèle ci-dessus. Au cours de sa longue existence, 4 milliards d'années, la Terre a perdu un quart de son eau. Si les molécules d'eau, H2O, sont trop lourdes pour s'échapper directement dans l'espace (voir échappement atmosphérique), elles peuvent se décomposer sous diverses actions chimiques et bio-chimiques en molécules d'oxygène et d'hydrogène (voir méthanogenèse, photosynthèse). L'hydrogène, beaucoup plus léger, s'échappe facilement dans l'espace. La composition chimique de l'atmosphère joue donc un rôle important dans l'histoire de l'eau terrestre.

## Nouvelle Approche "Petits cycles de l’eau" contre "Grand cycle de l’eau"
Une nouvelle tendance émerge depuis que le réchauffement climatique est devenu une préoccupation majeure. Elle consiste à distinguer deux types de cycle naturel de l’eau : Le Grand cycle de l’eau qui est constituer de l’évaporation des océans qui conduit aux grandes précipitations lors du refroidissement des nuages sur les terres, et les petits cycles de l’eau qui sont constitués par l’évapotranspiration des forêts qui provoque localement les pluies courantes. L’éradication locale des petits cycles naturels de l’eau par l’artificialisation des sols, provoquerait selon cette approche une augmentation des flux vers le Grand cycle de l’eau notamment par augmentation des rejets en rivière, ce qui expliquerait l’augmentation des pluies fortes. Cette éradication serait aussi une des causes majeures du réchauffement climatique en parallèle avec les émissions de gaz à effet de serre. Cette approche est publiée dès 2007 dans le livre de Michal Kravčík Le Climat et les petits cycles de l’eau.